# ラジャマンガラ競技場
ラジャマンガラ競技場（タイ語：ราชมังคลากีฬาสถาน、英語：Rajamangala Stadium）はタイの首都バンコクにある国立の陸上競技兼用スタジアムである。現在はサッカーの試合のために使われることが多い。収容人員は51,522人で、1998年に開設された。
公共交通機関では、エアポート・レール・リンクのラームカムヘーン駅が最寄りである。

## 歴史
1998年アジア競技大会開催のために建設。
- AFCアジアカップ2007では開幕戦など実施。また2007年夏季ユニバーシアードのメイン会場でもあった。
- AFCチャンピオンズリーグ2021 グループリーグのグループG（浦項スティーラース、名古屋グランパス、ジョホール・ダルル・タクジムFC、ラーチャブリーFC）の集中開催の会場にもなっている。